# Chamobatidae
Chamobatidae zijn  een familie van mijten. Bij de familie zijn drie geslachten met circa 50 soorten ingedeeld.